# Glattmahd
Glattmahd är en bergstopp i Österrike.   Den ligger i distriktet Bludenz och förbundslandet Vorarlberg, i den västra delen av landet, 500 km väster om huvudstaden Wien. Toppen på Glattmahd är 1 930 meter över havet, eller 148 meter över den omgivande terrängen. Bredden vid basen är 0,70 km.
Terrängen runt Glattmahd är huvudsakligen bergig, men åt sydost är den kuperad. Närmaste större samhälle är Bludenz, 11,3 km sydväst om Glattmahd. 
Trakten runt Glattmahd består i huvudsak av gräsmarker. Runt Glattmahd är det ganska glesbefolkat, med 47 invånare per kvadratkilometer.